# Chondrocladia gigantea
Chondrocladia gigantea är en svampdjursart som först beskrevs av Hansen 1885.  Chondrocladia gigantea ingår i släktet Chondrocladia och familjen Cladorhizidae. Inga underarter finns listade i Catalogue of Life.